# Caruthersville, Missouri
Caruthersville, Missouri (енгл. Caruthersville) град је у америчкој савезној држави Мисури.

## Демографија
По попису из 2010. године број становника је 6.168, што је 592 (-8,8%) становника мање него 2000. године.
| Група             | 2000.         | 2010.         |
| Белци             | 4.424 (65,4%) | 3.880 (62,9%) |
| Афроамериканци    | 2.123 (31,4%) | 2.041 (33,1%) |
| Азијати           | 36 (0,5%)     | 12 (0,2%)     |
| Хиспаноамериканци | 112 (1,7%)    | 145 (2,4%)    |
| Укупно            | 6.760         | 6.168         |